# Cyathea brunonis
Cyathea brunonis là một loài thực vật có mạch trong họ Cyatheaceae. Loài này được (J. Sm. ex Hook.) Hook. mô tả khoa học đầu tiên năm 1844.